# Terry Cooper
Terence "Terry" Cooper (Brotherton, 1944. július 12. – 2021. július 31.) válogatott angol labdarúgó, edző.

## Pályafutása
1969–1974 között 20 alkalommal szerepelt az angol válogatottban. Részt vett az 1970-es mexikói világbajnokságon.

## Sikerei, díjai
Leeds United
- Angol bajnokság (First Division)
  - bajnok: 1968–69
  - 2. (4): 1965–66, 1969–70, 1970–71, 1971–72
- Angol kupa (FA Cup)
  - győztes: 1971–72
  - döntős: 1969–70
- Angol szuperkupa (FA Charity Shield)
  - győztes: 1969
- Angol szuperkupa (League Cup)
  - győztes: 1968
- Vásárvárosok kupája (VVK)
  - győztes: 1967–68, 1970–71
  - döntős: 1966–67